# Мерітократична партія України
Мерітократична партія України (МПУ) — сучасна українська політична партія, заснована 2010 року за ініціативою Ігоря Шевченка. Зареєстрована Міністерством юстиції у квітні 2011 року. Стала 170-ю партією, зареєстрованою в незалежній Україні.

## Назва та ідеологія партії
Назва партії походить від терміна меритократія, що означає владу достойних (від лат. meritus — «достойний» та грец. κρατος — «влада»). Керівництво партії відмовилось від написання терміна «меритократія» відповідно до українського правопису, використовуючи написання через літеру «і». На думку партії, у такому рішенні виявляється символ «інакшості, тобто нової якості й інноваційності», крім того, на його думку, термін «мерІтократія» «значно ширший та комплексніший за мерИтократію Майкла Янга».
Партія проголошує меритократію власною ідеологією — прагнення привести до влади найкращих професіоналів у своїй справі.

## Історія партії
В січні 2010 року Ігор Шевченко ініціював створення нової партії України. 22 січня 2010 року відбувся Установчий З'їзд Мерітократичної партії, на якому Головою партії було обрано Ігоря Шевченка. 12 квітня 2011 року партія отримала офіційну реєстрацію в Міністерстві юстиції України.

## Лідери партії
З квітня 2011 до осені 2013 року партію очолював юрист Ігор Шевченко. З вересня 2013 року й до вересня 2015 року лідером партії був адвокат Сергій Володимирович Коннов. Згідно з сайтом Міністерства юстиції він і продовжує очолювати партію, хоча сайт партії стверджує, що з вересня 2015 року досьогодні партію очолює Сергій Миколайович Худолій.

## Участь у виборах
Під час парламентських виборів до Верховної Ради 2012 року Мерітократична партія висунула 4 кандидатів у одномандатних округах, жоден з яких не був обраний.
На позачергових виборах до Верховної Ради 2014 року Мерітократична партія України не подавала виборчі списки для участі у виборах по багатомандатних округах. У одномандатних округах було висунуто та зареєстровано п'ять кандидатів: Сергій Коннов, Вадим Ігнатов, Олексій Шевчук, Ігор Романович та Олег Василик, жоден з яких не переміг.